# Heine (Hagen im Bremischen)
Heine (niederdeutsch Hein) ist eine Ortschaft in der Einheitsgemeinde Hagen im Bremischen im niedersächsischen Landkreis Cuxhaven.

## Geografie

### Lage
Heine liegt zwischen den Städten Bremerhaven und Bremen. Die Ortschaft befindet sich im südlichen Teil der Einheitsgemeinde Hagen im Bremischen.

### Ortsgliederung
Heine gliedert sich in folgende Ortsteile:
1. Heine
2. Vosloge

### Nachbarorte
|                                                    | Wulsbüttel                                  |                                                       |
| Lehnstedt                                          | Kompassrose, die auf Nachbargemeinden zeigt |                                                       |
| Einheitsgemeinde Schwanewede (Landkreis Osterholz) |                                             | Kreisstadt Osterholz-Scharmbeck (Landkreis Osterholz) |

(Quelle:)

## Geschichte

### Eingemeindungen
Die Samtgemeinde Hagen entstand zum 1. Januar 1970 und umfasste mit Heine zunächst 16 Gemeinden. Nach § 7 des Gesetzes zur Neugliederung der Gemeinden im Raum Bremervörde vom 13. Juni 1973 (Nds. GVBl. S. 183) wurde die zuvor selbständige Gemeinde Heine im Zuge der Gebietsreform in Niedersachsen, die am 1. März 1974 stattfand, in die Gemeinde Wulsbüttel eingegliedert.
Im Juni 2013 wurde beschlossen, die Samtgemeinde Hagen zum 1. Januar 2014 aufzulösen und aus ihrem Gebiet die Einheitsgemeinde Hagen im Bremischen mit seinen 16 Ortschaften zu bilden.

### Einwohnerentwicklung
| Jahr      | 1910  | 1925  | 1933  | 1939  | 1950  | 1956  | 1961  | 1970  | 1973  | 2017  |
| --------- | ----- | ----- | ----- | ----- | ----- | ----- | ----- | ----- | ----- | ----- |
| Einwohner | 97    | 132   | 126   | 121   | 199   | 130   | 135   | 115   | 112   | 143   |
| Quelle    | [ 6 ] | [ 7 ] | [ 7 ] | [ 7 ] | [ 8 ] | [ 8 ] | [ 9 ] | [ 9 ] | [ 1 ] | [ 2 ] |

|  |

## Politik

### Gemeinderat und Bürgermeister
Auf kommunaler Ebene wird die Ortschaft Heine vom Rat der Gemeinde Hagen im Bremischen vertreten.

### Ortsvorsteher
Der Ortsvorsteher von Heine ist Nils Haarje (CDU). Die Amtszeit läuft von 2016 bis 2021.

### Wappen
Der Entwurf des Kommunalwappens von Heine stammt von dem Heraldiker und Wappenmaler Albert de Badrihaye, der zahlreiche Wappen im Landkreis Cuxhaven erschaffen hat.
| Wappen von Heine | Blasonierung: „In Rot ein fünfknüppeliger in drei Bahnen aus Zweigen geflochtener silberner Zaun.“                       |
| Wappen von Heine | Wappenbegründung: Der Zaun weist auf die Ableitung des Ortsnamens vom mittelniederdeutschen Wort „heien = umzäunen“ hin. |

## Kultur und Sehenswürdigkeiten

### Bauwerke
- Großsteingräber bei Heine

### Vereine und Verbände
- Freiwillige Feuerwehr Heine

## Söhne und Töchter des Ortes
- Kati Hannken-Illjes (* 1972), Germanistin